# Bara (Slovacchia)
Bara (in ungherese Bári) è un comune della Slovacchia facente parte del distretto di Trebišov, nella regione di Košice.